# Supercomplejos respiratorios
Los supercomplejos respiratorios están formados por la aglomeración de los complejos I, III y IV en la membrana de las mitocondrias en diferentes configuraciones. Estos supercomplejos forman unidades funcionales en la cadena de transporte de electrones por las que los electrones son canalizados. Se ha sugerido que la función de los supercomplejos puede ser la regulación de la eficiencia en la producción de ATP en las mitocondrias por medio del sistema de fosforilación oxidativa, ya que están formados únicamente por las proteínas de la cadena de transporte de electrones, en específico por las proteínas que tienen la capacidad de transportar protones de la matriz de las mitocondrias al espacio intramembrana, con la excepción del complejo II únicamente en mamíferos. Posiblemente los supercomplejos también tengan la función de regular la producción de especies reactivas de oxígeno. Además se ha sugerido la función de regulación de la alternativa oxidasa en plantas y hongos.
- Datos: Q5405190